# Dave Spitz
Dave Spitz, detto The Beast (New York, 1º aprile 1955), è un avvocato e bassista statunitense di genere heavy metal.

## Biografia
È più che altro conosciuto per aver suonato con i Black Sabbath dal 1985 al 1987 e incidendo un album, Seventh Star (1986). Spitz è stato anche accreditato nel successivo The Eternal Idol (1987), per aver partecipato alla composizione dei brani ma non suonò le parti di basso. Il motivo fu una lite verbale tra lui e il produttore Jeff Glixman, il quale lo licenziò perché non gradiva i suoi comportamenti.
Altri artisti con cui ha suonato sono Americade, White Lion, Great White, Impellitteri, Lita Ford, Slamnation, Nuclear Assault ed altri.
Egli ha un fratello minore, Dan Spitz, che suonava la chitarra nel gruppo thrash metal Anthrax.
Oltre alla musica, Spitz pratica la professione di avvocato civile nel sud della Florida.